# 大和田住吉神社
大和田住吉神社（おおわだすみよしじんじゃ）は大阪府大阪市西淀川区大和田に鎮座する神社。法人名は「住吉神社」。

## 祭神
- 底筒男命・中筒男命・表筒男命・気長足姫尊

## 歴史
元応2年（1320年）9月19日の勧請と伝えられ、付近の漁民や舟行安全の守り神として信仰された。
- 明治5年（1872年）に村社に列す。
- 明治43年（1910年）11月、神饌幣帛料供進社に指定される。
- 明治43年（1910年）12月、沢の宮の八幡神社を合祀。
- 明治44年（1911年）7月7日、元禄元年（1688年）に出来島開発の際に勧請された皇大神宮社を合祀。

## 境内
- 金比羅神社
- 稲荷神社
- 天満宮
- 蛭子社

## 交通
- 阪神本線千船駅より、南に徒歩約7分。